# مقاطعة فيض آباد
مقاطعة فيض آباد ((بالفارسية: فیض‌آباد) /(بالبشتوية: فيض آباد ولسوالۍ)‏) هي مقاطعة أفغانية في ولاية بدخشان. في عام 2005، قُسمت عدة أجزاء من المنطقة الفرعية لإنشاء عدة مقاطعات جديدة داخل المقاطعة. الجزء المتبقي هو موطن لحوالي 75577 ساكن.
تشمل المستوطنات في المنطقة ما يلي:
- شياباك